# Renodes crococephala
Renodes crococephala là một loài bướm đêm trong họ Erebidae.